# Chengkou
Chengkou (en chino, 城口; pinyin, Chéngkǒu) es un condado bajo la administración directa de la Municipalidad de Chongqing en la  República Popular China.  Su área es de 3289 km² y su población total para 2006 superó los 230 mil habitantes.

## Administración
Desde julio de 2020, el  condado Chengkou se divide en 25 pueblos que se administran en 2 subdistritos,  10 poblados y 13 villas.